# Love You Like a Love Song
Singles de Selena Gomez & the Scene
Who Says Hit the Lights
Love You Like A Love Song est un single composé et interprété par le groupe américain Selena Gomez & the Scene et extrait de leur troisième album When the Sun Goes Down. La chanson a servi comme deuxième single promotionnel pour l'album et s'est vendu à l'international depuis le 17 juin 2011. Ce morceau a été produit par Antonina Armato, Benjamin Dherbecourt et Tim James qui ont écrit la chanson avec Adam Schmalholz. Sur le plan musical, Love You Like A Love Song est une chanson pop avec des tonalités dance et electro. Les paroles parlent du début d'une relation amoureuse lorsque les deux personnes sont dingues l'une de l'autre.
Love You Like A Love Song a reçu beaucoup de critiques positives, critiques qui ont adoré le côté techno et dance de la chanson. Ce tube a atteint le Top 5 en Russie, le Top 10 en Norvège, Canada et Belgique ainsi que le Top 50 dans de multiples autres pays. Ce single est arrivé à la 22e place dans le Billboard Hot 100 et la première place dans le Top Hot Dance Club Songs.

## Développement
Un mois après la sortie de Who Says, il y avait déjà des rumeurs pour la sortie d'un nouveau single s'intitulant Love You Like a Song, cette rumeur est sortie lorsque l'album devait se nommer Otherside. Le 30 avril 2011, Rock Mafia, via Twitter, a confirmé que le titre serait Love You Like A Love Song et non Love You Like a Song. Le morceau a été écrit par Antonina Armato, Benjamin Dherbecourt, Tim James et Adam Schmalholz. Selena Gomez a parlé de la chanson ainsi : « Ce morceau est assez amusant, je voulais vraiment que cette chanson soit différente de ce que j'avais déjà fait. Ça parle de la folie que l'on éprouve lorsque l'on commence à sortir avec quelqu'un, ça représente l'étape « lune de miel » de la relation ». Ce tube a été diffusé en radio le 16 août 2011.

## Composition
Love You Like A Love Song est une chanson avec des sonorités très pop, dance et electro avec des rythmes très européens (eurodance). Selena Gomez a décrit cette chanson comme étant très « à la mode » et « différente ». Écrit dans la tonalité de Do dièse mineur, ce single a un tempo binaire (4/4) à 117 temps par minute. Harmoniquement, ce morceau est basé sur une marche harmonique unitonale de type I-IV-VII-III-VI-II-V-I. Cette marche harmonique est très classique : on la trouve par exemple dans la passacaille de la suite en sol mineur de Haendel ou encore dans I Will Survive de Gloria Gaynor. Le morceau se distingue également par sa basse synthétique synchopée (refrains). Au niveau des paroles, ce morceau parle d'un début de relation amoureuse et Selena décrit cette chanson comme une représentation de la phase « lune de miel » de la relation entre deux personnes, tout ce qui se passe est excitant et on ressent de la folie pour l'autre.

## Critiques
Kitty Empire de The Guardian a décrit cette chanson comme étant très puissante et décrit les paroles comme « en parfaite combinaison avec la mélodie, elles suivent et correspondent bien au rythme ». John Bergstrom de PopMatters trouve que le morceau est bien dans son style electro-dance et le trouve très attachant.

## Clip vidéo
Le tournage du clip a eu lieu le 7 mai 2011 et a duré plus de deux jours. Ils ont tourné dans les studios d'Hollywood et ont dû tourner à la plage de Malibu pour une séquence. Cette chanson met en scène Selena Gomez qui participe à un karaoké au Japon et pendant qu'elle chante devant un public, elle se laisse rêver et s'imagine dans les bras de plusieurs garçons dans différents thèmes comme le thème « Peace & Love », le thème des années 70, de France et d'Espagne. L'acteur Timothy Granaderos apparaît également dans le clip.

## Reprise
Le groupe français Cats On Trees a sorti en 2014 une reprise de ce titre, remportant un franc succès.
La chanson est reprise dans le Disney Channel Original Movie Le Garçon idéal par l’acteur Marshall Williams qui joue la chanson destinée dans le film au personnage incarné par Kelli Berglund

## Formats et liste des pistes
| - Téléchargement digital 1. Love You Like a Love Song – 3:08 - CD single en Europe 1. Love You Like a Love Song (Radio Version) – 3:08 2. Love You Like a Love Song (Radio Version Instrumental) – 3:08 - Digital EP 1. Love You Like a Love Song (Radio Version) – 3:09 2. Love You Like a Love Song (Radio Version Instrumental) – 3:06 3. Love You Like a Love Song (The Alias Radio Edit) – 3:28 4. Love You Like a Love Song (The Alias Extended Mix) – 5:47 5. Love You Like a Love Song (Dave Audé Club Remix) – 6:27 6. Love You Like a Love Song (Dave Audé Radio Edit) - 3:17 | - Remixes 1. Love You Like a Love Song [Dave Audé Club Mix] 6:27 2. Love You Like a Love Song [Dave Audé Radio Mix] 3:14 3. Love You Like a Love Song [DJ Escape & Tony Coluccio Main Mix] 6:17 4. Love You Like a Love Song [DJ Escape & Tony Coluccio Radio Mix] 3:14 5. Love You Like a Love Song [Jump Smokers Extended Remix] 4:34 6. Love You Like a Love Song [Jump Smokers Main Remix] 4:07 7. Love You Like a Love Song [Jump Smokers Radio Mix] 3:47 8. Love You Like a Love Song [Jump Smokers Remix] 5:10 9. Love You Like a Love Song [Mixin Marc & Tony Svejda Club Remix] 5:48 10. Love You Like a Love Song [Mixin' Marc & Tony Svejda Radio Mix] 3:56 11. Love You Like a Love Song [The Alias Club Mix] 5:46 12. Love You Like a Love Song [The Alias Radio Mix] 3:27 |

## Classement et certifications
| Classement (2011-2012)                 | Meilleure position |
| -------------------------------------- | ------------------ |
| Australie (ARIA)                       | 48                 |
| Belgique (Flandre Ultratop 50 Singles) | 15                 |
| Belgique (Wallonie Ultratip 50)        | 14                 |
| Canada (Canadian Hot 100)              | 10                 |
| Tchéquie (IFPI Rádio)                  | 13                 |
| Danemark (Tracklisten)                 | 31                 |
| Espagne (PROMUSICAE)                   | 41                 |
| France (SNEP)                          | 17                 |
| Hongrie (Dance Top 40)                 | 11                 |
| Hongrie (Rádiós Top 40)                | 2                  |
| Irlande (IRMA)                         | 49                 |
| Nouvelle-Zélande (RMNZ)                | 21                 |
| Norvège (VG-lista)                     | 14                 |
| Roumanie (UPFR)                        | 70                 |
| Russie (EMI)                           | 1                  |
| Slovaquie (IFPI Rádio)                 | 3                  |
| Suède (Sverigetopplistan)              | 41                 |
| Royaume-Uni (UK Singles Chart)         | 58                 |
| États-Unis Hot 100                     | 22                 |
| États-Unis (Adult Pop Songs)           | 17                 |
| États-Unis (Hot Dance Club Songs)      | 1                  |

| Pays              | Certifications |
| ----------------- | -------------- |
| États-Unis (RIAA) | 4 × Platine    |
| Norvège (IFPI)    | Platine        |

| Classement (2012)    | Position |
| -------------------- | -------- |
| États-Unis (Hot 100) | 83       |

## Historique de sortie
| Région     | Date         | Format                 | Label             |
| ---------- | ------------ | ---------------------- | ----------------- |
| États-Unis | 17 juin 2011 | Téléchargement digital | Hollywood Records |
| Monde      | 17 juin 2011 | Téléchargement digital | Hollywood Records |
| Australie  | 20 juin 2011 | Contemporary hit radio | Hollywood Records |
| États-Unis | 16 août 2011 | Contemporary hit radio | Hollywood Records |
| Monde      | 22 août 2011 | Digital EP - Remixes   | Hollywood Records |